# Lobeliòidies
Lobelioideae és una subfamília dins la família de plantes Campanulaceae. Conté 32 gèneres, amb un total de 1.200 espècies.
Són plantes sovint perennes i de vegades anuals que van des de petites herbàcies a arbrets. La majoria d'espècies són de distribució tropical però en total són gairebé de distribució cosmopolita no es presenten a les regions àrtiques ni a Àsia central ni al Pròxim Orient.
Anteriorment es considerava que era la família Lobeliaceae.
Aquestes plantes tenen una saba lletosa. les flors són asimètriques amb cinc lòbuls per damunt i tres lòbuls per sota.

## Gèneres
| - Apetahia Baill. - Brighamia A.Gray - Burmeistera H.Karst. & Triana - Calcaratolobelia Wilbur - Centropogon C.Presl - Clermontia Gaudich. - Cyanea Gaudich. - Delissea Gaudich. | - Dialypetalum Benth. - Diastatea Scheidw. - Dielsantha E.Wimm. - Downingia Torr. - Grammatotheca C.Presl - Heterotoma Zucc. - Hippobroma G.Don - Howellia A.Gray | - Hypsela C.Presl - Isotoma (R.Br.) Lindl. - Legenere McVaugh - Lobelia L. - Lysipomia Kunth - Monopsis Salisb. - Palmerella A.Gray - Porterella Torr. | - Pratia Gaudich. - Ruthiella Steenis - Sclerotheca A.DC. - Siphocampylus Pohl - Solenopsis C.Presl - Trematolobelia Zahlbr. ex Rock - Trimeris C.Presl - Unigenes E.Wimm. |